# Élection présidentielle en France
Pour les articles homonymes, voir Élection présidentielle.
En France, l’élection présidentielle détermine la personne élue président de la République pour un mandat renouvelable une fois, dont la durée a été ramenée de sept à cinq ans en 2001, parmi les candidats présentant 50 puis 100 parrainages d’élus, seuil relevé à 500 parrainages en 1976.
Organisée au suffrage universel direct depuis 1965, avec deux tours de scrutin, cette élection a depuis une grande importance dans la vie politique française, avec des records historiques de participation, comme 87,33 % au second tour de l'édition 1974, marquée par le plus faible écart historique entre les finalistes, dont celui-ci compte seulement 1,62 %.

## Histoire

### Deuxième République

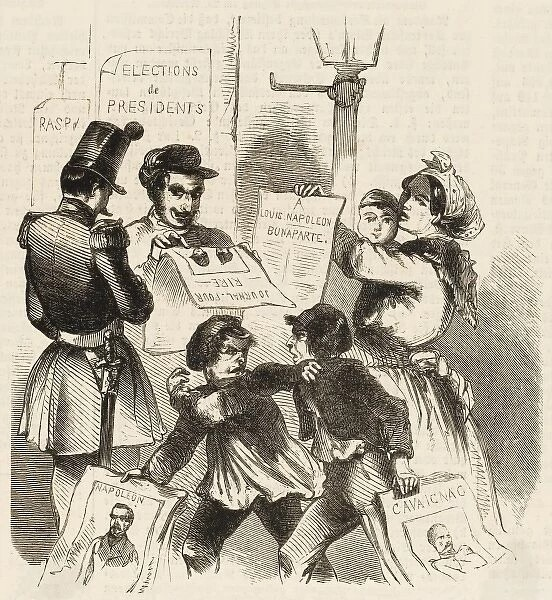
L'élection présidentielle de décembre 1848 passionne les foules (caricature de 1848).

Selon la constitution de 1848, le président « doit être né Français, âgé de trente ans au moins, et n’avoir jamais perdu la qualité de Français ». Le président est élu au suffrage universel masculin « pour quatre ans, et n’est rééligible qu’après un intervalle de quatre années. Ne peuvent, non plus, être élus après lui, dans le même intervalle, ni le vice-président, ni aucun des parents ou alliés du président jusqu’au sixième degré inclusivement. » 
Louis-Napoléon Bonaparte est le seul président élu, avec plus de 74 % des voix au premier tour. L'élection suivante devait avoir lieu en 1852, mais le coup d'État du 2 décembre 1851 met fin au régime.

### Troisième République

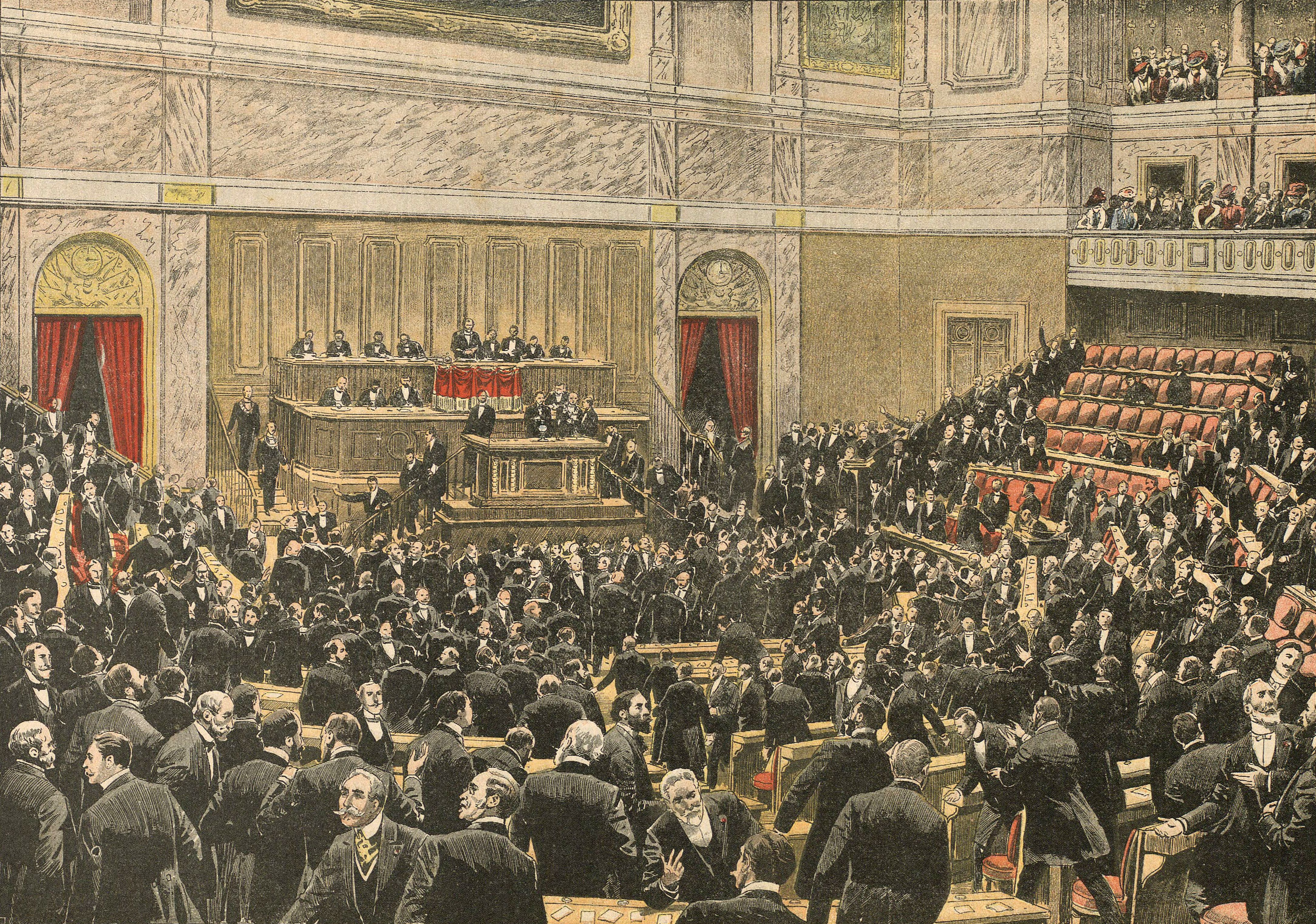
Élection de 1906 dans l’hémicycle de Versailles.

Les lois constitutionnelles de 1875 prévoient que le président de la République est élu à la majorité absolue des suffrages par les deux chambres du Parlement réunies en Assemblée nationale. Le mandat a une durée de sept ans, le président est rééligible.
Quinze élections ont eu lieu entre 1873 et 1940, et treize présidents ont été élus.

### Quatrième République
La Constitution du 27 octobre 1946 reprend le principe d’une élection du président de la République à la majorité absolue des suffrages par les deux chambres du Parlement réunies en Congrès. Le président est élu pour sept ans. Il n'est rééligible qu'une fois.
Deux présidents sont élus, en 1947 et 1953.

### Cinquième République

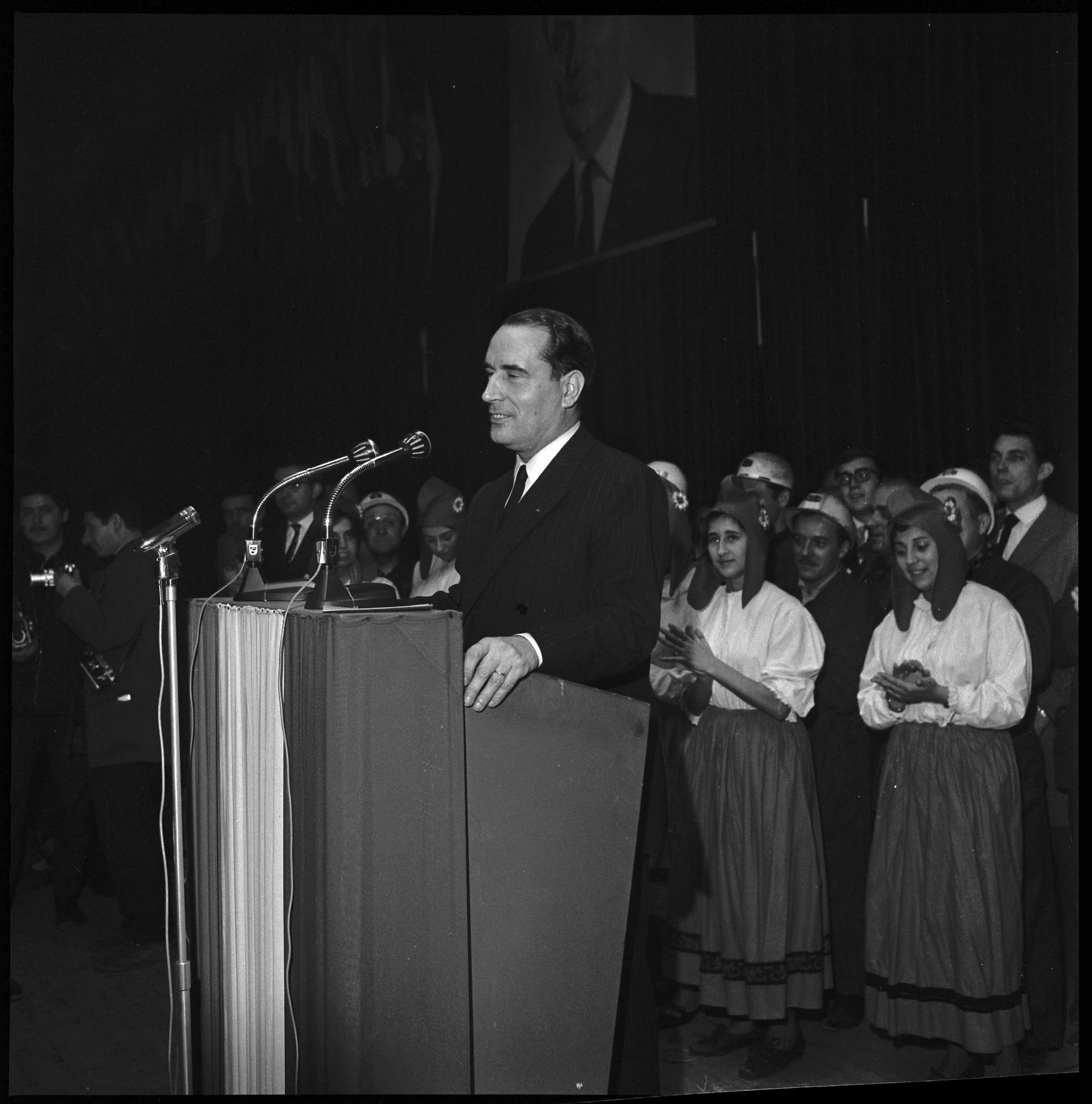
Le candidat François Mitterrand à l’élection de 1965.

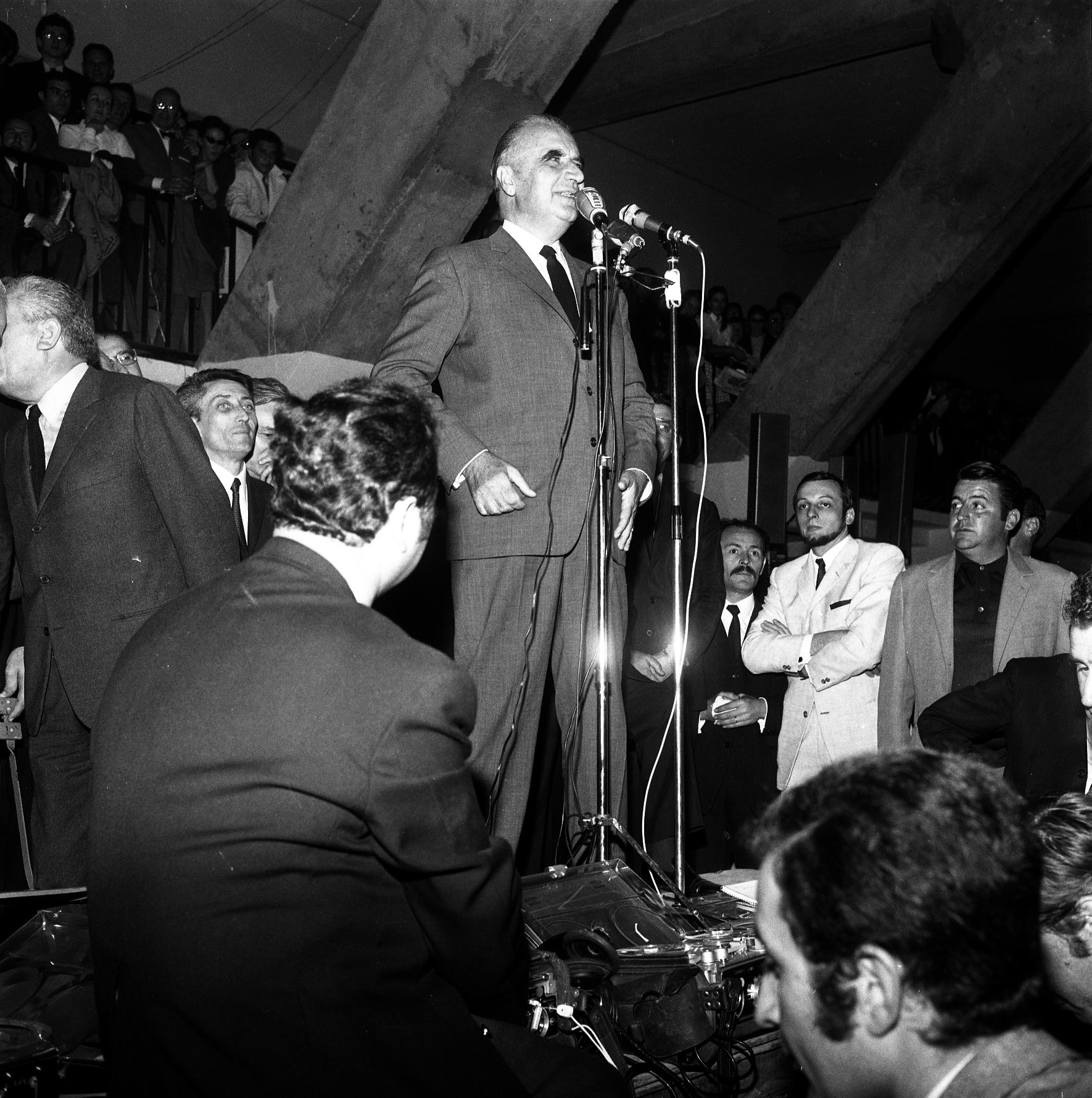
Le candidat Georges Pompidou à l’élection de 1969.

La Constitution du 4 octobre 1958 prévoit initialement une élection pour une durée de sept ans par un collège électoral comprenant les membres du Parlement, des conseils généraux et des assemblées des territoires d’outre-mer, ainsi que les représentants élus des conseils municipaux. Cette disposition est modifiée en 1962 après référendum, ainsi l’élection de 1965 est la première au suffrage universel direct requérant la majorité absolue des suffrages exprimés.
La durée du mandat est réduite en 2000 à cinq ans lors du référendum sur le quinquennat présidentiel. Jusqu’à la révision constitutionnelle du 23 juillet 2008, il n’y avait pas de limite au nombre de mandats que pouvait effectuer un président de la République. L’article 6 de la Constitution dispose désormais que le mandat ne peut être renouvelé qu’une fois consécutivement.
En 2011, l’âge minimum des candidats est abaissé de 23 à 18 ans pour les élections législatives et l’élection présidentielle.
En 2012, la commission sur la rénovation et la déontologie de la vie publique, présidée par Lionel Jospin, formule plusieurs propositions. Certaines sont suivies : substituer la règle de l’équité à celle de l’égalité pour les temps de parole des candidats entre le moment où la liste officielle est connue et celui où la campagne commence et fermer tous les bureaux de vote à la même heure. D’autres restent sans suite comme la modification du calcul du remboursement public pour éviter l’effet de seuil à 5 %, le parrainage des candidats par les citoyens et la réduction du délai entre l’élection présidentielle et les élections législatives,,.
Douze élections ont eu lieu depuis 1958, dont onze au suffrage universel, et huit présidents différents ont été élus.

## Organisation

### Déroulement du scrutin

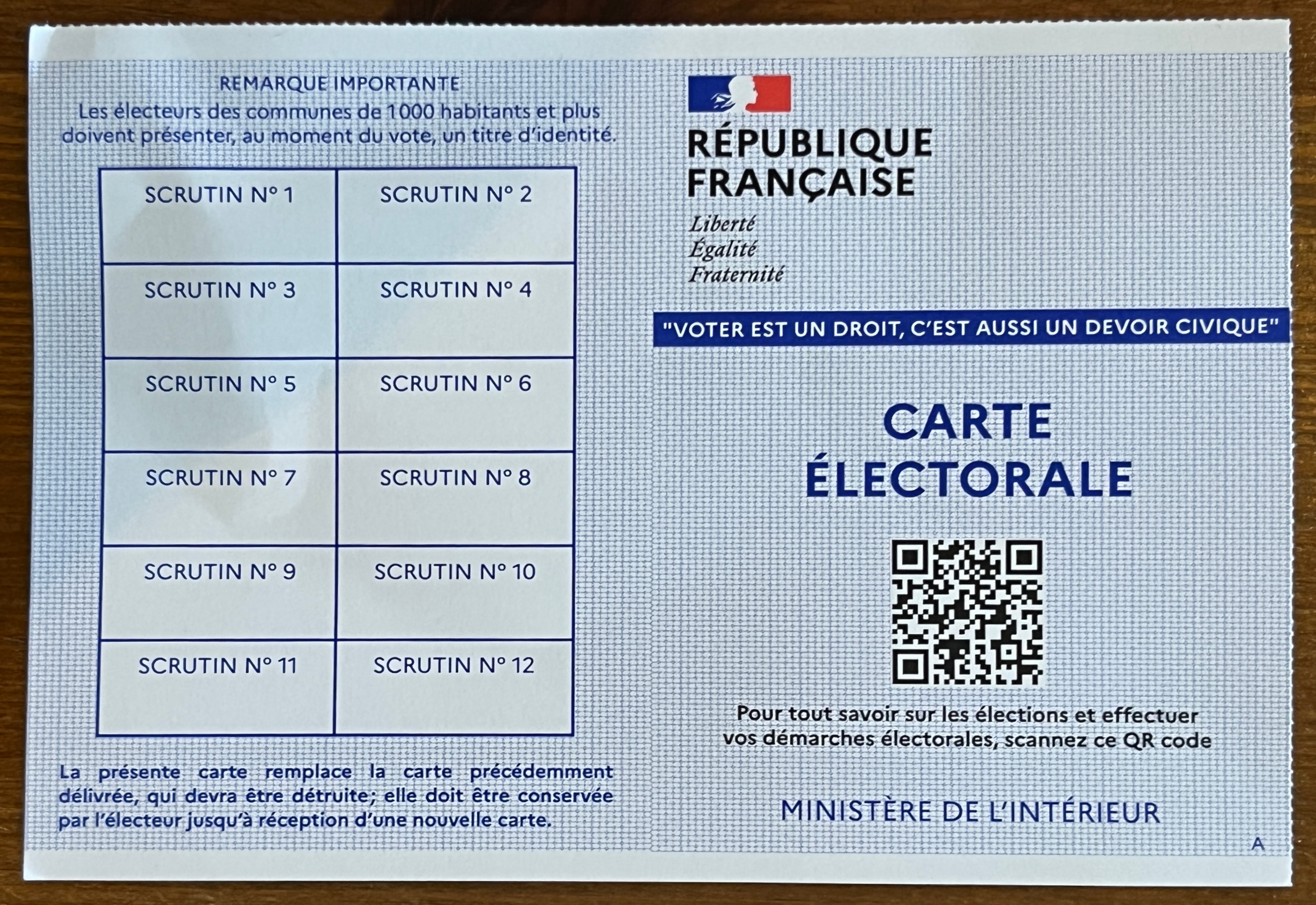
Recto d'une carte électorale de 2022

Le déroulement de l’élection présidentielle est fixé par les articles 6, 7 et 58 de la Constitution française, complété par la loi organique du 6 novembre 1962, qui détermine dans son article II les dispositions du code électoral applicables.
L'élection du nouveau président a lieu vingt jours au moins et trente-cinq jours au plus avant l'expiration des pouvoirs du président en exercice. Depuis 1974, à la suite de la mort de Georges Pompidou, les élections se déroulent aux mois d'avril et mai ; face aux potentiels problèmes logistiques, le comité Vedel suggère une date fixe pour la fin du mandat présidentiel.
Initialement, la Constitution est muette en cas d'empêchement ou de décès d'un candidat durant le scrutin, ce qui poserait une crise démocratique. L'article 7 est révisé au Congrès de Versailles le 14 juin 1976,. Si, dans les sept jours précédant la date limite du dépôt des présentations de candidatures, une des personnes ayant, moins de trente jours avant cette date, annoncé publiquement sa décision d'être candidate décède ou se trouve empêchée, le Conseil constitutionnel peut décider de reporter l'élection. Si, avant le premier tour, un des candidats décède ou se trouve empêché, le Conseil constitutionnel prononce le report de l'élection. En cas de décès ou d'empêchement de l'un des deux candidats les plus favorisés au premier tour avant les retraits éventuels, le Conseil constitutionnel déclare qu'il doit être procédé de nouveau à l'ensemble des opérations électorales ; il en est de même en cas de décès ou d'empêchement de l'un des deux candidats restés en présence en vue du second tour. 
Le président de la République est élu à la majorité absolue des suffrages exprimés. Si celle-ci n'est pas obtenue au premier tour du scrutin, il est procédé, le quatorzième jour suivant, à un second tour. Seuls peuvent s'y présenter les deux candidats qui, le cas échéant après retrait de candidats plus favorisés, se trouvent avoir recueilli le plus grand nombre de suffrages au premier tour.
Les résultats du scrutin sont proclamés par le Conseil constitutionnel, juge électoral, qui veille à la régularité de l'élection et examine les réclamations.
En vertu de la loi du 25 avril 2016, les bureaux de vote sont en principe ouverts le dimanche à 8 heures et fermés à 19 heures, contre 18 heures auparavant. Cependant, comme auparavant, les bureaux de certaines communes peuvent, sur décision du préfet, ouvrir plus tôt ou fermer au plus tard à 20 heures. En 2006, les législateurs font que des votes anticipés, le samedi ont notamment lieu en outre-mer et dans les bureaux de vote à l'étranger, tandis que les plus grandes communes votent pour la plupart le dimanche jusqu’à 20 heures. L'article 7 de la Constitution en 2003 fut révisé afin de remplacer la date fixée du second tour « le deuxième dimanche » par « le quatorzième jour ». Antérieurement à cette modification, en raison du décalage horaire, lors des révélations des estimations de 20 heures en métropole, le vote est toujours en cours dans les DOM-TOM et en Amérique pour les expatriés ; de plus, c'était juste l'heure d'ouverture des bureaux de vote en Polynésie. Cette situation posait problème pour la sincérité du scrutin et renforçait l'abstention,.
Sont électeurs les personnes de nationalité française âgées de dix-huit ans accomplis, jouissant de leurs droits civils et politiques et n'étant dans aucun cas d'incapacité prévu par la loi.
Comme pour tous les pays, les élections françaises sont observées par des organisations internationales.

### Candidats

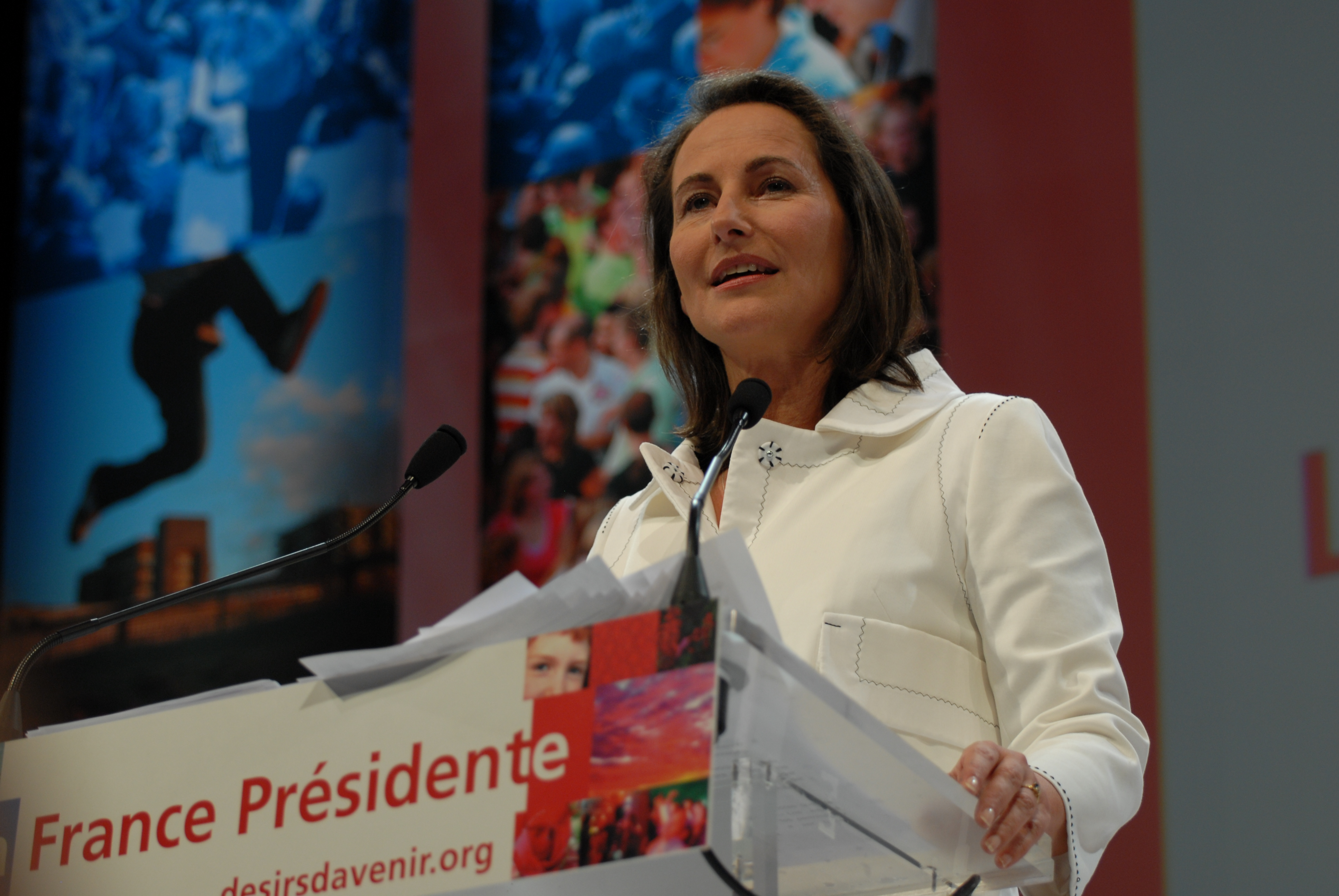
La candidate Ségolène Royal à l’élection de 2007.

Les règles pour se présenter à l’élection présidentielle sont à peu près les mêmes que celles pour les autres élections : remplir, à la date du premier tour de scrutin,  les conditions pour être électeur et n’entrer dans aucun des cas d’inéligibilité prévus (inéligibilité prononcée par un tribunal, ne pas avoir satisfait les obligations du service national … ). Ces conditions sont plutôt souples comparées à d’autres pays, la naissance en France n’est pas obligatoire par exemple. Deux spécificités sont prévues pour cette élection : le président qui vient d’accomplir deux mandats consécutifs ne peut se représenter et les candidats doivent recueillir au moins cinq cents présentations (« parrainages ») adressées au Conseil constitutionnel par des élus répartis sur au moins trente départements ou collectivités d’outre-mer, sans que plus d’un dixième d’entre eux puissent être les élus d’un même département ou d’une même collectivité d'outre-mer.
Des élections primaires peuvent avoir lieu avant l’élection présidentielle. Elles n’ont aucune base légale et relèvent des statuts des partis politiques.

### Campagne électorale

#### Financement
Depuis la loi du 15 janvier 1990, le financement de la vie politique et des opérations électorales est réglementé.

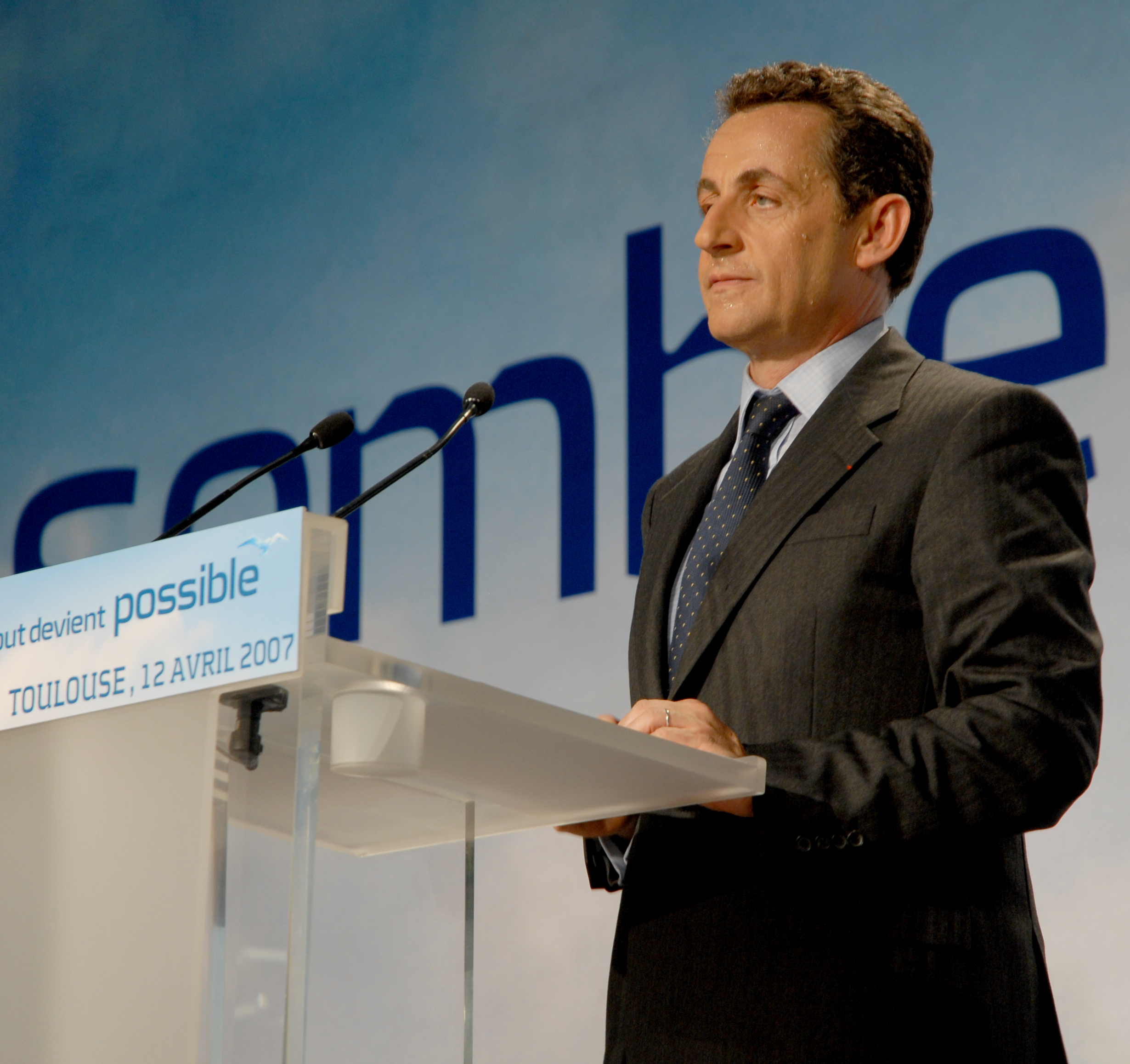
Le candidat Nicolas Sarkozy à l’élection de 2007.

La réglementation a deux volets : celui sur les recettes et dépenses des partis politiques et celui sur les recettes et dépenses des campagnes électorales.
La Commission nationale des comptes de campagne et des financements politiques (CNCCFP) approuve, rejette ou réforme  les comptes de campagne et arrête le montant du remboursement. Elle se prononce dans les six mois du dépôt des comptes. Les comptes de campagne des candidats sont publiés au Journal officiel. Certains candidats ont vu leurs comptes refusés : Jacques Cheminade en 1995, Bruno Mégret en 2002 et Nicolas Sarkozy en 2012.
L’État verse une avance de 153 000 € lors de la publication de la liste des candidats du premier tour et rembourse une partie des frais, en déduisant l’avance, après la campagne :
- Pour les candidats présents au premier tour ayant obtenu moins de 5 % des suffrages exprimés, le remboursement s’élève au maximum à 4,75 % du plafond des dépenses du premier tour ;
- pour les candidats présents au premier tour ayant recueilli plus de 5 % des voix, à 47,5 % de ce plafond ;
- Pour les candidats présents au second tour, il s’élève à 47,5 % du plafond des dépenses du second tour[29].

De plus, l’impression et la mise en place des bulletins de vote, l’affichage officiel, les professions de foi et la campagne télévisée et radiodiffusée sont pris en charge par l’État. Une commission nationale de contrôle de la campagne électorale composée de cinq membres en surveille le bon déroulement. Elle veille notamment à ce que tous les candidats bénéficient, de la part de l'État, des mêmes facilités pour faire campagne. Elle vérifie que leur propagande soit uniforme sur l'ensemble du territoire,. Des policiers du service de la protection accompagnent les candidats qui en font la demande.
Comme pour les autres élections, les dons consentis par une personne physique pour le financement de la campagne d’un ou plusieurs candidats lors des mêmes élections ne peuvent excéder 4 600 €. Les personnes morales, à l’exception des partis ou groupements politiques, ne peuvent participer au financement de la campagne électorale d’un candidat.
À compter de 1988, les candidats à l’élection présidentielle doivent adresser au Conseil constitutionnel une déclaration de patrimoine ainsi que l’engagement, en cas d’élection, de déposer à l’expiration du mandat une nouvelle déclaration. La déclaration du candidat élu est la seule publiée. À compter de 2013 et les lois relatives à la transparence de la vie publique, la déclaration de chaque candidat est transmise à la Haute Autorité pour la transparence de la vie publique et rendue publique au moins quinze jours avant le premier tour. À compter de 2017 et les lois pour la confiance dans la vie politique, une déclaration d’intérêts et d’activités est également obligatoire.

#### Médias audiovisuels

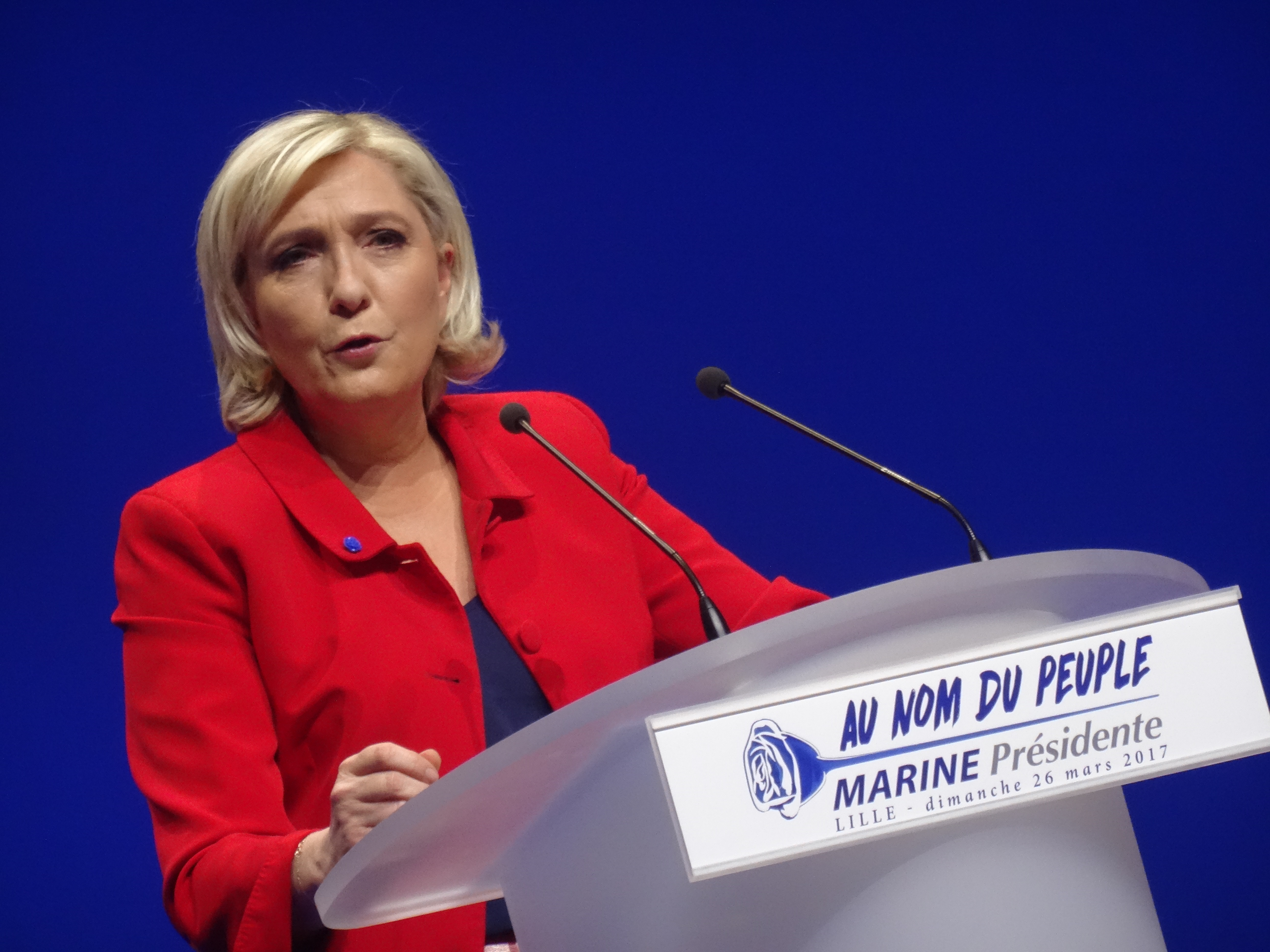
La candidate Marine Le Pen à l’élection de 2017.

Avant le début de la campagne, le principe d’équité, c’est-à-dire le temps de parole est proportionnel à la représentativité du candidat (résultats du candidat ou de la formation aux plus récentes élections), doit être respecté pour les candidats déclarés ou présumés et leurs soutiens sur l’ensemble de cette période à la fois pour le temps de parole et pour le temps d’antenne. Ce principe est conservé à compter de la publication de la liste des candidats et jusqu’à la veille du début de la campagne, avec de plus des conditions de programmation comparables entre les candidats.
À compter du début de la campagne (le deuxième lundi précédant le premier tour) et jusqu’au tour de scrutin où l’élection est acquise, les médias audiovisuels respectent le principe d’égalité (le temps de parole est le même pour chaque candidat),. Avant 2017, le principe d’égalité s’appliquait à compter de la publication de la liste des candidats,.
Pour le second tour, un débat télévisé peut être organisé. Il s’agit d’une tradition médiatique et non d’une obligation légale.
Chaque candidat dispose, aux deux tours du scrutin, d'une durée égale d'émissions télévisées et d'émissions radiodiffusées, dans les programmes des sociétés nationales. Cette durée est fixée par décision du Conseil supérieur de l'audiovisuel après consultation de tous les candidats. Elle ne peut être inférieure à quinze minutes par candidat pour le premier tour. Pour le second tour, elle ne peut être inférieure à une heure, sauf en cas d'accord tacite entre les deux candidats.
Sur l’ensemble du territoire national à compter du samedi précédant le scrutin à zéro heure, aucun sondage électoral ne peut faire l’objet, par quelque moyen que ce soit, d’une publication, d’une diffusion ou d’un commentaire. Cette interdiction prend fin à la fermeture du dernier bureau de vote sur le territoire métropolitain. Aucun résultat d’élection, partiel ou définitif, ne peut être communiqué au public par quelque moyen que ce soit, en métropole, avant la fermeture du dernier bureau de vote sur le territoire métropolitain.
Le respect de ces règles est contrôlé par l'Autorité de régulation de la communication audiovisuelle et numérique et par la Commission des sondages.

## Résultats depuis 1965

### Participation
Résultat de l'abstention  (% des inscrits)
- 1er tour
- 2d tour

### Vote exprimés
Résultat du vote blanc (% des votants)
De 1965 à 2017, les votes blancs et les bulletins nuls n'étaient pas différenciés, et ces derniers sont par conséquent inclus dans les pourcentages ci dessous. À partir de 2017, seuls sont présentés les pourcentages de votes blancs.
- 1er tour
- 2d tour

### Rapports gauche-droite et rôle du centre
Les rapports gauche-droite ont été le plus souvent difficiles à appréhender en raison de scores à deux chiffres obtenus le plus souvent par des candidats présentés, selon les sources et les points de vue, comme du centre ou du centre-droit, et le plus souvent comme relevant de la catégorie du "troisième homme", situés entre les leaders de la droite et de la gauche (Jean Lecanuet en 1965, Alain Poher en 1969, Raymond Barre en 1988, ou encore François Bayrou en 2002, 2007 et 2012, puis Emmanuel Macron en 2017 et 2022).
A plusieurs reprises, il s'est produit entre les deux tours une progression du candidat de gauche, dépassant les reports de voix attendus des autres candidats de gauche, de l'ordre de 5 à 8 %, observation qui doit cependant être considérée avec prudence car pouvant aussi résulter en partie de la mobilisation conjoncturelle d'une part plus ou moins conséquente des abstentionnistes du premier tour, notamment lorsque la gauche semble divisée à ce premier tour, ou manquer d'un net leader.
L'élection de François Mitterrand lors de la présidentielle de 1981 a vu le total des suffrages apportés aux candidats de gauche au premier tour dépasser l'addition des voix de droite et du centre. 
À quatre reprises, les candidats de gauche ont été défaits dès le premier tour : 
- en 1969, où les finalistes, Alain Poher et Georges Pompidou, étaient respectivement issus du Centre démocrate et de la droite gaulliste (UDR);
- en 2002 où, malgré un bon score cumulé de la gauche, son éclatement entre huit candidats a abouti à un affrontement final entre le néo-gaulliste Jacques Chirac et le fondateur du Front national, Jean-Marie Le Pen;
- en 2017 et 2022, le candidat socialiste Benoît Hamon obtenant moins de 7% en 2017, derrière le candidat de La France insoumise, Jean-Luc Mélenchon (19,6%), tandis que la gauche est à nouveau écartée du second tour en 2022, bien qu'elle ait réuni près de 32 % des suffrages contre 26% en 2017.

En 2017, pour la première fois sous la Cinquième République, un candidat de la droite parlementaire traditionnelle (Les Républicains) — en l’occurrence François Fillon — échoue à se hisser au second tour, mais ce fut aussi le cas lors deux élections de Valéry Giscard d'Estaing si on considère qu'il est du centre (Jacques Chirac avait appelé à voter pour lui en 1974, puis avait terminé troisième en 1981 alors qu'il s'était élire entre-temps à la tête du Rassemblement pour la République).
Résultat par courant politique au 1er tour (% des exprimés)
- Divers
- Extrême droite
- Droite
- Centre
- Écologisme
- Gauche
- Gauche radicale
- Extrême gauche

| Année de | Nombre de candidats | Extrême gauche                                                       | Gauche radicale                                         | Gauche                                                            | Écologisme                                       | Centre                                                                            | Droite                                                                            | Extrême droite                             | Divers                                                               |
| -------- | ------------------- | -------------------------------------------------------------------- | ------------------------------------------------------- | ----------------------------------------------------------------- | ------------------------------------------------ | --------------------------------------------------------------------------------- | --------------------------------------------------------------------------------- | ------------------------------------------ | -------------------------------------------------------------------- |
| Année de | Nombre de candidats |                                                                      |                                                         |                                                                   |                                                  |                                                                                   |                                                                                   |                                            |                                                                      |
| 1965     | 6                   | -                                                                    | Mitterrand (CIR, investiture SFIO, soutien PCF) 31,72 % | Mitterrand (CIR, investiture SFIO, soutien PCF) 31,72 %           | -                                                | Lecanuet (MRP) 15,57 %                                                            | de Gaulle (UNR) 44,65 %                                                           | Tixier-Vignancour 5,20 %                   | Marcilhacy 1,71 % Barbu 1,15 %                                       |
| 1969     | 7                   | Krivine (LC) 1,06 %                                                  | Duclos (PCF) 21,27 % Rocard (PSU) 3,61 %                | Defferre (SFIO) 5,01 %                                            | -                                                | Poher (CD) 23,31 %                                                                | Pompidou (UDR) 44,47 %                                                            | -                                          | Ducatel 1,27 %                                                       |
| 1974     | 12                  | Laguiller (LO) 2,33 % Krivine (FCR) 0,37 %                           | Mitterrand (PS, soutien PCF) 43,25 %                    | Mitterrand (PS, soutien PCF) 43,25 %                              | Dumont 1,32 %                                    | Giscard d'Estaing (RI, soutien CD) 32,60 % Muller (MDSF) 0,69 %                   | Chaban-Delmas (UDR) 15,11 % Royer 3,17 %                                          | JM Le Pen (FN) 0,75 %                      | Renouvin (NAF) 0,17 % Sebag 0,16 % Héraud 0,08 %                     |
| 1981     | 10                  | Laguiller (LO) 2,30 %                                                | Marchais (PCF) 15,35 % Bouchardeau (PSU) 1,10 %         | Mitterrand (PS) 25,85 % Crépeau (MRG) 2,21 %                      | Lalonde (MEP) 3,88 %                             | Giscard d'Estaing (UDF) 28,32 %                                                   | Chirac (RPR) 18,00 % Debré 1,66 % Garaud 1,33 %                                   | -                                          | -                                                                    |
| 1988     | 9                   | Laguiller (LO) 1,99 % Boussel (PT) 0,40 %                            | Lajoinie (PCF) 6,76 % Juquin (NGSEA) 2,10 %             | Mitterrand (PS) 34,11 %                                           | Waechter (Les Verts) 3,78 %                      | Barre (UDF) 16,54 %                                                               | Chirac (RPR) 19,94 %                                                              | JM Le Pen (FN) 14,38 %                     | -                                                                    |
| 1995     | 9                   | Laguiller (LO) 5,30 %                                                | Hue (PCF) 8,64 %                                        | Jospin (PS) 23,3 %                                                | Voynet (Les Verts) 3,32 %                        | Chirac (RPR) 20,84 % Balladur (RPR investiture UDF) 18,58 % Villiers (MPF) 4,74 % | Chirac (RPR) 20,84 % Balladur (RPR investiture UDF) 18,58 % Villiers (MPF) 4,74 % | JM Le Pen (FN) 15,00 %                     | Cheminade (S&P) 0,28 %                                               |
| 2002     | 16                  | Laguiller (LO) 5,72 % Besancenot (LCR) 4,25 % Gluckstein (PT) 0,47 % | Hue (PCF) 3,37 %                                        | Jospin (PS) 16,18 % Chevènement (MDC) 5,33 % Taubira (PRG) 2,32 % | Mamère (Les Verts) 5,25 % Lepage (Cap 21) 1,88 % | Bayrou (UDF) 6,84 %                                                               | Chirac (RPR) 19,88 % Madelin (DL) 3,91 % Boutin (FRS) 1,19 %                      | JM Le Pen (FN) 16,86 % Mégret (MNR) 2,34 % | Saint-Josse (CPNT) 4,23 %                                            |
| 2007     | 12                  | Besancenot (LCR) 4,08 % Laguiller (LO) 1,33 % Schivardi (PT) 0,34 %  | Buffet (PCF) 1,93 % Bové 1,32 %                         | Royal (PS) 25,87 %                                                | Voynet (Les Verts) 1,57 %                        | Bayrou (UDF) 18,57 %                                                              | Sarkozy (UMP) 31,18 % Villiers (MPF) 2,23 %                                       | JM Le Pen (FN) 10,44 %                     | Nihous (CPNT) 1,15 %                                                 |
| 2012     | 10                  | Poutou (NPA) 1,15 % Arthaud (LO) 0,56 %                              | Mélenchon (FDG) 11,10 %                                 | Hollande (PS) 28,63 %                                             | Joly (EELV) 2,31 %                               | Bayrou (MoDem) 9,13 %                                                             | Sarkozy (UMP) 27,18 % Dupont-Aignan (DLR) 1,79 %                                  | M Le Pen (FN) 17,90 %                      | Cheminade (S&P) 0,25 %                                               |
| 2017     | 11                  | Poutou (NPA) 1,09 % Arthaud (LO) 0,64 %                              | Mélenchon (LFI, soutien PCF) 19,58 %                    | Hamon (PS, soutien EELV) 6,36 %                                   | Hamon (PS, soutien EELV) 6,36 %                  | Macron (EM, soutien MoDem) 24,01 %                                                | Fillon (LR) 20,01 % Dupont-Aignan (DLF) 4,70 %                                    | M Le Pen (FN) 21,30 %                      | Lassalle (RES) 1,21 % Asselineau (UPR) 0,92 % Cheminade (S&P) 0,18 % |
| 2022     | 12                  | Poutou (NPA) 0,77 % Arthaud (LO) 0,56 %                              | Mélenchon (LFI) 21,95 % Roussel (PCF) 2,28 %            | Hidalgo (PS) 1,75 %                                               | Jadot (EELV) 4,63 %                              | Macron (LREM, soutien MoDem) 27,85 %                                              | Pécresse (LR) 4,78 % Dupont-Aignan (DLF) 2,06 %                                   | M Le Pen (RN) 23,15 % Zemmour (REC) 7,07 % | Lassalle (RES) 3,13 %                                                |

|      | Gauche             | Centre                    | Droite            | Extrême droite    |
| 1965 | Mitterrand 44,80 % | -                         | de Gaulle 55,20 % | -                 |
| 1969 | -                  | Poher 41,79 %             | Pompidou 58,21 %  | -                 |
| 1974 | Mitterrand 49,19 % | Giscard d'Estaing 50,81 % | -                 | -                 |
| 1981 | Mitterrand 51,76 % | Giscard d'Estaing 48,24 % | -                 | -                 |
| 1988 | Mitterrand 54,02 % | -                         | Chirac 45,98 %    | -                 |
| 1995 | Jospin 47,36 %     | -                         | Chirac 52,64 %    | -                 |
| 2002 | -                  | -                         | Chirac 82,21 %    | JM Le Pen 17,79 % |
| 2007 | Royal 46,94 %      | -                         | Sarkozy 53,06 %   | -                 |
| 2012 | Hollande 51,64 %   | -                         | Sarkozy 48,36 %   | -                 |
| 2017 | -                  | Macron 66,10 %            | -                 | M Le Pen 33,90 %  |
| 2022 | -                  | Macron 58,55 %            | -                 | M Le Pen 41,45 %  |